# Tom Martinsen
Tom Martinsen, född 4 augusti 1943 i Tønsberg, død 31 mars 2007, var en norsk pressfotograf, anställd hos tidningen Dagbladet från 1973 fram till sin död 2007.

## Böcker
- 118 Øyeblikk. Norske reportasjefotografier utvalgt og presentert av Tom Martinsen  Dinamo Forlag (2003) ISBN 82-8071-052-3
- Tom Martinsen. Rolf M. Aagard  Labyrinth Press (2003)